# 일본의 훈장

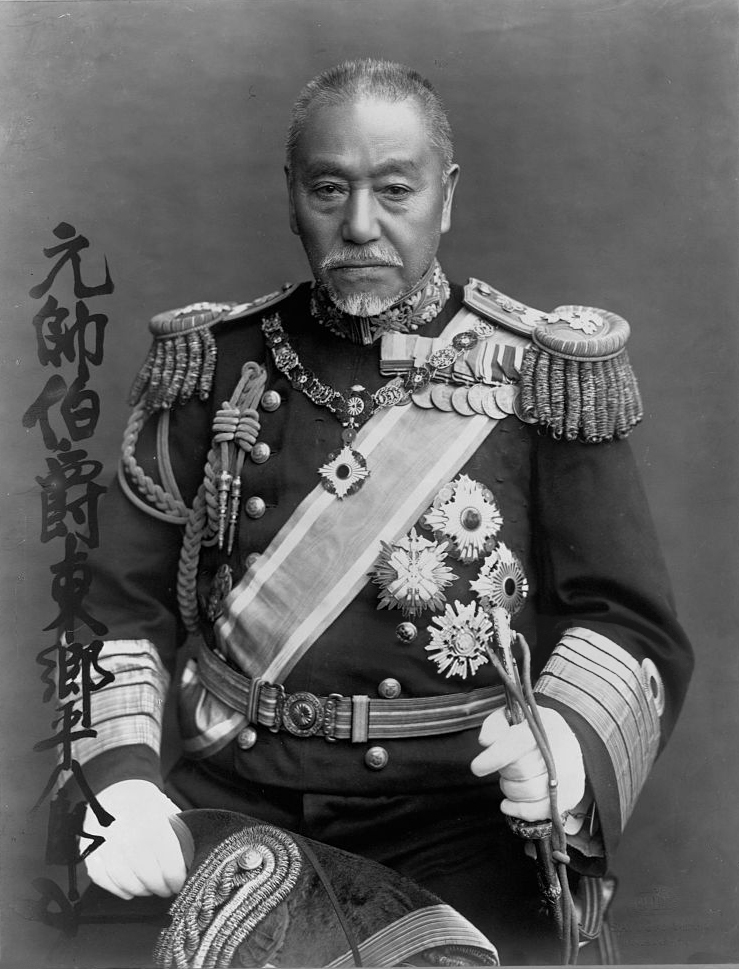
도고 헤이하치로

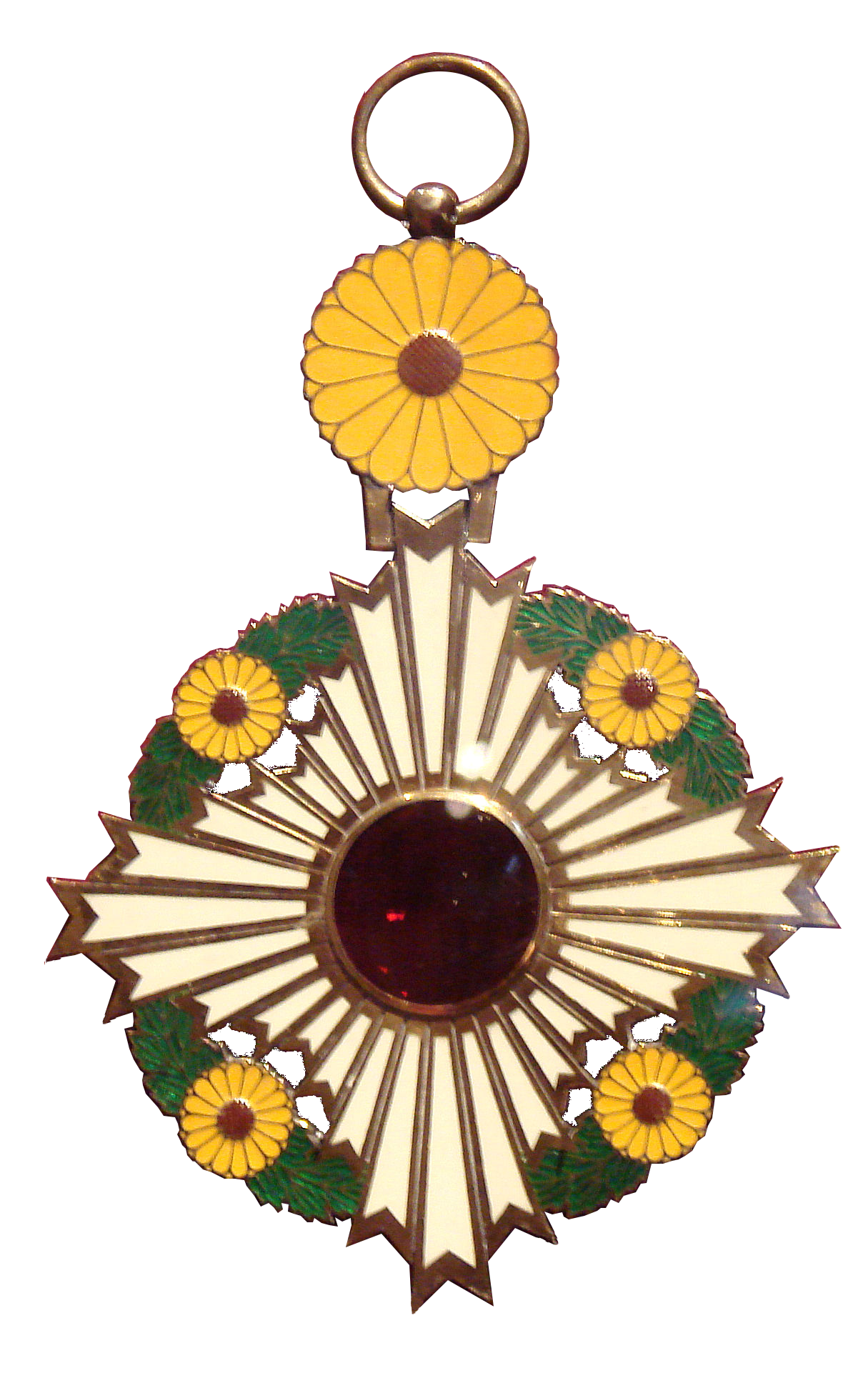
비토리오 에마누엘레 3세의 국화장

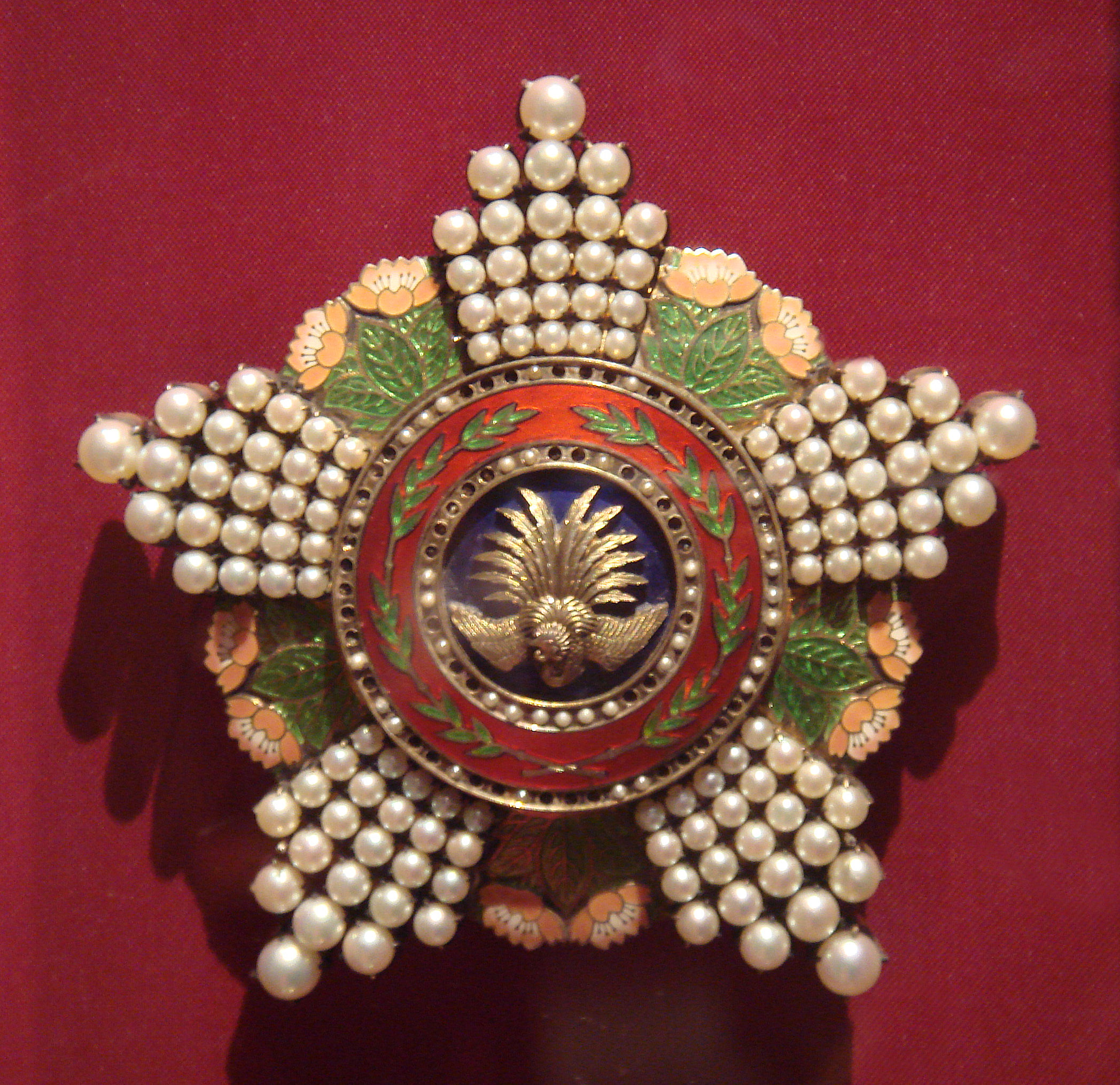
19세기 보관장

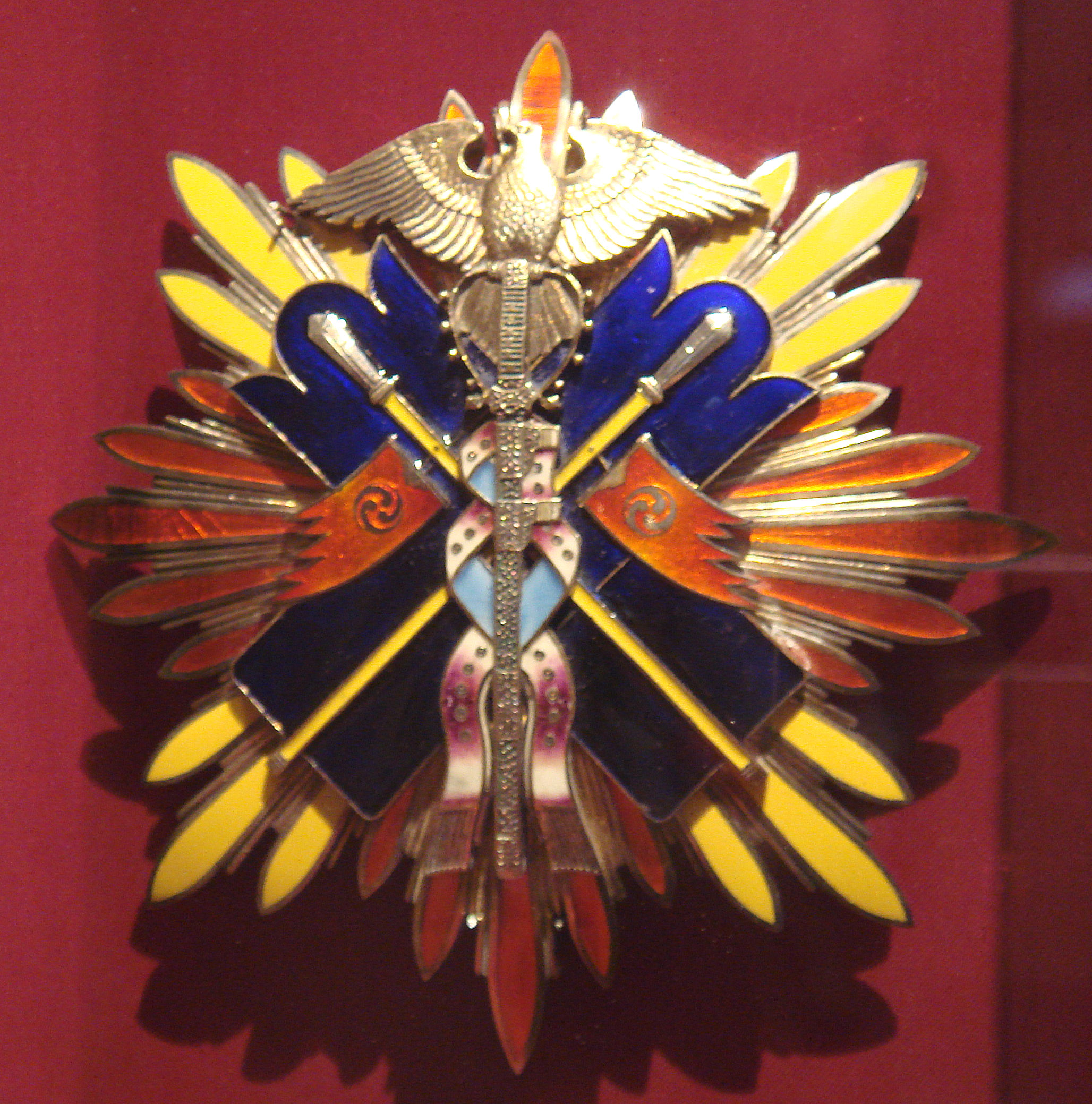
금치훈장, 공1급, 공2급

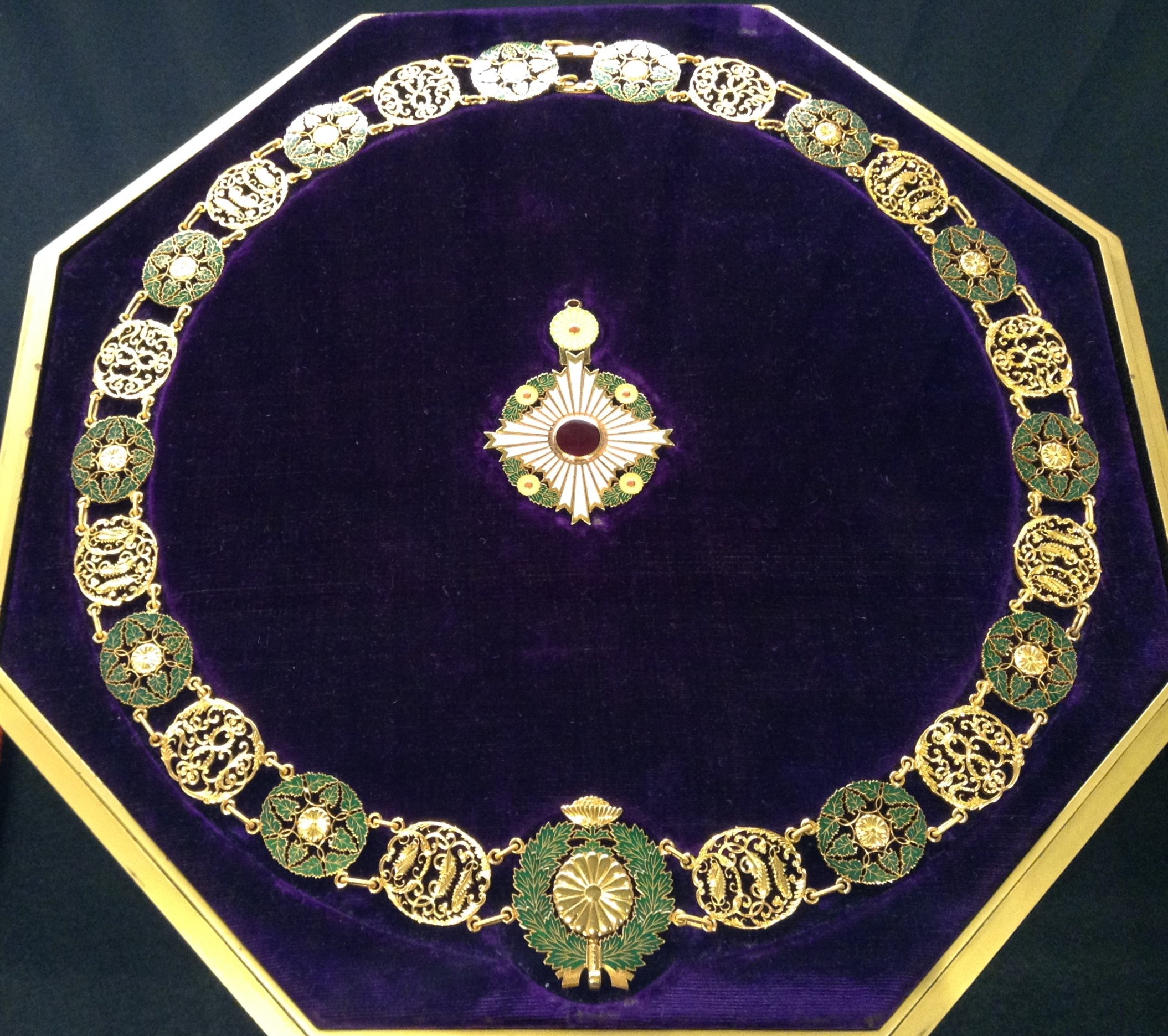
대훈위 국화장경식

일본의 훈장(日本の勲章)은 최고 등급의 훈장인 국화장(菊花章), 남자에게 주는 욱일장(旭日章), 여자에게 주는 보관장(寶冠章), 남녀 모두가 받을 수 있는 서보장(瑞寶章), 무공훈장인 금치훈장(金鵄勳章), 일반인에게 수여되는 문화훈장(文化勳章) 등이 있다. 욱일장, 보관장, 서보장은 등급을 나누어 훈등을 매겼다.
기장으로는 전쟁에 참여한 공로자에게 주는 종군기장과, 일본 천황의 즉위 등 각종 기념일에 특별히 수여되는 기념장이 있다.

## 개요
일본에서 훈장은 천황의 이름으로 수여된다. 일본 헌법 제7조 7호는 천황의 국사 행위의 하나로서 ‘영전을 수여할 것’을 규정하고, 7조를 근거로 ‘영전’의 하나로 천황이 훈장을 수여한다. 영전 수여의 실질적 결정권에 대한 일본 헌법에 명문의 규정이 없지만, 일본 헌법 제7조의 조언과 승인 및 행정권의 주체이기 때문에 내각이 실질적 결정권을 가진다.
훈장 제도를 정하는 것은 법률이 아나라 시행령(대통령령으로 간주되는 태정관포고, 칙령)과 내각부령(내각부령으로 간주되는 태정관달, 각령)에 따라 운용되고 있다. 또한, 영전제도, 서훈제도에 관해서는 몇 가지가 논의되고 있다.(영전제도, 서훈제도에 관한 논점 절 참조)
현재 22가지 종류가 존재하는 훈장은 1875년 태정관포고 제54호 ‘훈장제정에 관한 건’, 1877년 태정관달 제97호 ‘대훈위 국화 대수장과 부장식에 대한 건’, 1888년 칙령 제1호 ‘보관장과 대훈위 국화장경식에 대한 건’(2002년) 개정 전은 1888년 1월 4일 칙령 제1호 (각종 훈장 등급 제식과 대훈위 국화장경식의 제식)과 1937년 쇼화 12년 칙령 제9호 ‘문화훈장령’을 마지막으로 정해져 있다.

## 종류

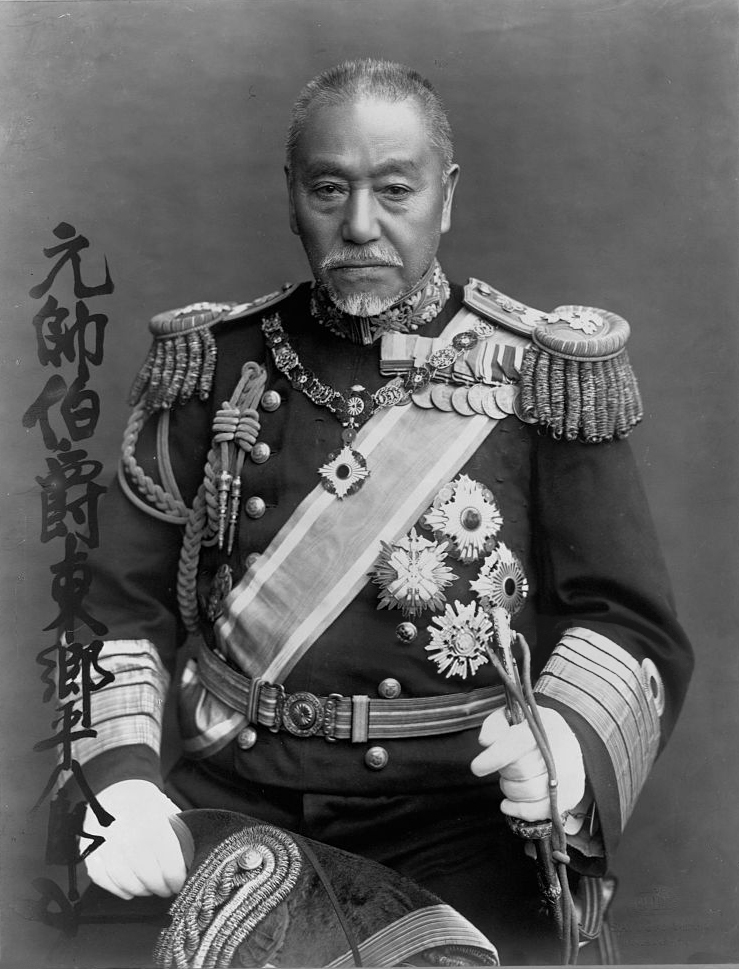
도고 헤이하치로의 초상화. 목에 걸고 있는 것은 대훈위국화장경식. 왼쪽 늑골에 패용하고있는 것은 상단부터 시계 방향으로 대훈위국화대수장의 부장, 훈일등욱일동화대수장의 부장, 훈일등서보장의 부장, 공일급금치훈장의 부장. 왼쪽 어깨에서 오른쪽 겨드랑이에 걸쳐있는 대수는 공일급금치훈장의 정장

현재 22 종류의 훈장은 크게 다음과 같이 구분된다.
- 국화장 (菊花章)
- 동화장 (桐花章)
- 욱일장 (旭日章)
- 서보장 (瑞宝章)
- 보관장 (宝冠章)
- 문화훈장 (文化勲章)

국화장(대훈위국화장, 大勲位菊花章)과 동화장(동화대수장, 桐花大綬章)은 ‘욱일대수장’(旭日大綬章) 또는 서보대수장(瑞宝大綬章)을 수여해야 할 공로보다 뛰어난 공로가 있는 자‘에게 특히 수여할 수 있는 것으로 알려졌다.
욱일장(旭日章), 서보장(瑞宝章)은 ‘국가 또는 공공에 공로가 있는 자’에게 수여되며 욱일장은 “사회의 다양한 분야에서 공적 내용에 착안하여 현저한 공적을 올린 자”에게, 서보장은 “국가 및 지방 자치 단체의 공무 또는 ... 공공적인 업무에 다년간 종사하고 공로를 쌓아 성적을 올린 자”에게 수여한다.
보관장(宝冠章)은 ‘특별한 경우 부인으로서 공훈을 노력한 자’에게 수여한다고 규정하고 있다. (보관장과 대훈위 국화장 경식에 관한 건 1조 1항 ) 보관장은 현재 외국인에 대한 의례적 서훈이나 황족 여성에 대한 서훈 등 특별한 경우에 한하여 운용되고 있다.
문화훈장(文化勲章)은 ‘문화 발달에 대한 공훈을 쌓은 뛰어난 사람’에게 수여되는 (문화훈장령, 문화훈장 수상 후보자 추천 요강 (PDF)) 문화훈장은 1년에 1회 발령되고 11월 3일 ‘문화의 날’에 궁중에서 천황이 직접 수여한다.

## 서훈
서훈은 ‘훈장 수여 기준’에 따라 이루어진다. 서훈 후보자는 연령 만70세 이상일 것 등의 형식적 요건 외에 ‘국가 또는 공공에 대한 공로’의 내용과 상벌 기록 등의 조사가 행해진다. 이 조사는 철저하게 진행되며, 형벌의 유무(도로교통법 위반 자동차 보관장소의 확보 등에 관한 법률 위반으로 인한 벌금형 포함)는 물론, 파산 선고, 파산 절차 개시 결정의 유무 등도 시초촌장으로부터 조회된 전형 자료가 된다.
서훈은 춘추 서훈, 위험 업무 종사자 서훈, 고령자 서훈, 사망 서훈, 외국인 서훈의 구분이 있다.
- 춘추 서훈(春秋叙勲)

1년에 2회, 봄과 가을에 발령되는 정기 서훈이다. 춘추 서훈에서 봄은 4월 29일(쇼와의 날), 가을은 11월 3일(문화의 날)에 발령되고, 매회 대략 4,000명이 수상한다.
- 위험 업무 종사자 서훈(危険業務従事者叙勲)

경찰관, 자위관, 소방관, 교도관, 해상보안관 등의 위험한 업무에 종사하는 55세 이상 전 공무원을 대상으로 춘추 서훈과 같은 날에 발령되고 매번 대체로 3,600명이 수여를 받는다.
- 고령자 서훈(高齢者叙勲)

춘추 서훈에서 수상하지 않은 공로자를 대상으로 매월 1일에 발령되며, 연령 만 88세가 된 것을 계기로 서훈된다.
- 사망 서훈(死亡叙勲)

서훈 대상이 되어야 할 사람이 사망했을 때, 수시로 서훈된다.
- 외국인 서훈 (外国人叙勲)

국빈 등에 대한 의례적인 서훈과 공로가 있는 외국인에 대한 서훈이 모두 외무대신의 추천에 따라 행해진다.
어느 서훈에 대해서도 관보의 ‘서위, 서훈’ 항에 수상자 이름과 서훈된 훈장이 게재된다. (관보 및 법령전서에 관한 내각부령 1조) 또한 춘추 서훈, 위험 업무 종사자 서훈, 문화 훈장 서훈은 많은 신문에서 수상자의 이름 등을 보도한다.

## 서훈 절차

### 선발
수상의 절차는 우선 총리가 결정한 ‘서훈 후보자 추천 요강’에 따라 중의원 의장, 참의원 의장, 국회도서관장, 최고재판소 장관, 내각총리대신, 내각총리대신, 회계검사원장, 인사원 총재, 궁내청 장관 과 내각부에 놓인 외국장(공정거래위원회 위원장, 국가공안위원회 위원장, 금융청 장관, 소비자청 장관)에서 총리에게 수상 후보자를 추천한다. 이후 총리가 이 후보자를 심사하여 내각의 결정이 이루어진다. 그 후, 천황에게 상주하여 재가를 얻어 발령된다. 서훈의 대부분을 차지하고 있는 것은 각 성 대신의 추천(부처 추천)에 의한 것이다. 또한, 위험 업무 종사자 서훈 내용은 별도로 선발 절차가 정해져 있다. 이 밖에 2003년 가을 서훈에서 도입된 일반 추천 제도도 있다. 무엇보다, 2008년 가을 서훈의 일반 추천에 의한 수여는 4028명 중 5명으로 극소수에 그치고 있다.

### 박탈
훈장을 수여한 후 ‘사형, 징역 또는 무기약 3년 이상의 금고’에 처해지는 등 훈장박탈령(메이지 41년 칙령 제291호)에 규정된 사유가 발생한 경우에는 훈장을 박탈하게 된다. 이 법령은 법령에 의하여 구금되어 있는 동안은 훈장을 패용할 수 없는 것 등의 절차도 정한다.

### 효력
일본 헌법 제14조 3항 후단에서 “영전의 수여는 현재 이것을 가지고 있거나 향후 이것을 받는 자의 당대에 한하여 그 효력을 가진다.”고 되어 있다. 훈장은 세습되지 않고 훈장을 패용(패용, 착용)할 수 있는 것은 수여된 본인에 한정된다. 또한, 본인 또는 그 친족이 받은 훈장은 재산으로 압류가 금지되어 있다. (민사집행법 131조 10호, 국세징수법 75조 1항 9호) 수여된 유체물로서 훈장은 재산권의 대상으로 상속의 대상이 된다.

### 규제
훈장과 동일하거나 유사한 상표는 상표 등록할 수 없다. (상표법 4조 1항 1호) 자격이 없는데도 훈장 또는 훈장 닮은 것을 만든 사용자는 구류 또는 과태료에 처하는 등 훈장과 관련된 법적 규제도 일부 있다. (경범죄법 1조 15호)

## 같이 보기
- 국민영예상